# Morris County, Texas
Morris County är ett administrativt område i delstaten Texas, USA, med 12 934 invånare (2010). Den administrativa huvudorten (county seat) är Daingerfield.

## Geografi
Enligt United States Census Bureau har countyt en total area på 671 km². 660 km² av den arean är land och 10 km² är vatten.

### Angränsande countyn
- Bowie County - norr
- Cass County - öster
- Marion County - sydost
- Upshur County - söder
- Camp County - sydväst
- Titus County - väster
- Red River County - nordväst